# Centullo V di Béarn
Centullo V di Béarn, detto anche il Giovane  (in francese: Centulle V le Jeune) (1035 circa – valle di Tena, 1090), fu visconte di Béarn dal 1058 e conte di Bigorre, con il nome di Centullo I di Bigorre, dal 1080 alla sua morte.

## Origine
Secondo il Cartulaire du prieuré de Saint Mont (ordre de Cluny), Centullo era figlio del visconte di Béarn, Gastone III e di Adélaïs di Lomagne, sorellastra del conte d'Armagnac e duca di Guascogna, Bernardo II e figlia, secondo la La Vasconie. Tables Généalogiques di Arnaud II, visconte di Lomagne e d'Auvillars, e d'Adalaïs di Poitiers.

Gastone III di Béarn, sempre secondo il Cartulaire du prieuré de Saint Mont (ordre de Cluny), era figlio del visconte di Béarn, Centullo IV il Vecchio, e di Angela d'Oleron, come conferma la La Vasconie. Tables Généalogiques.

## Biografia
Suo padre che era visconte assieme al nonno di Centullo, Centullo IV il Vecchio, morì verso il 1054.
Centullo viene citato in documento, nel 1055, assieme allo zio, Bernardo II di Guascogna, detto Tumapaler.
Centullo divenne visconte di Bearn, nel 1058, quando suo nonno, Centullo IV venne ucciso in battaglia, come riporta il Recueil des historiens des Gaules et de la France. Tome 14.
Centullo V rafforzò l'autonomia dei visconti di Béarn di fronte ai duchi d'Aquitania, dei quali era teoricamente vassallo. Questi ultimi il primo ottobre 1086 gli accordarono la viscontea di Dax, i paesi d'Orthe e di Salies e soprattutto lo affrancarono del tutto dal vassallaggio, come conferma la La Vasconie. Tables Généalogiques. Alcune delle sue azioni sono rimarchevoli:
- fece battere moneta propria nella capitale di Morlaàs. I suoi successori conservarono questo diritto e divennero principi sovrani
- egli aveva solo il potere di convocare i cavalieri di Bèarn che gli dovevano fedeltà
- concesse alla città d'Oloron una lettre de population. Tale lettera fu l'embrione di ciò che sarebbe divenuto il Foro d'Oloron, che a sua volta verrà incorporato nei Fori del Béarn qualche secolo più tardi.

Fu un gran sostenitore della riforma gregoriana della Chiesa cattolica ed intrattenne eccellenti relazioni con la Santa Sede.
Iniziò la costruzione della chiesa di Sainte-Foy de Morlaàs, primo esempio di architettura romanica nel Béarn.
Papa Gregorio VII lo definì «…amator justitiae, defensor pauperum, propagator pacis», cioè «…sostenitore della giustizia, difensore dei poveri e propagatore di pace.»
Nel 1079 prese parte all'assedio di Saragozza, tenuta da Rodrigo Díaz de Bivar, detto El Cid, allora a servizio dei musulmani. Rientrato nei suoi stati e divenuto, per matrimonio, anche conte de Bigorre, ripopolò la città di Oloron, dotandola di Fori nel 1080.
Dopo la separazione dalla prima moglie Gisla, Centullo V fece una donazione all'abbazia di Cluny, come riportato nel documento n° I del Cartulaire de Sainte Foi de Morlaas.
Il primo aprile 1080, Centullo, assieme alla seconda moglie, Beatrice, e alla suocera, Stefania, fece una donazione all'Abbazia di San Vittore di Marsiglia, come da documento n° 483 del Cartoulaire de l'abbaye de Saint-Victor de Marseille tome I; questa donazione viene riportata anche dalla Donatio monasterii del Veterum scriptorum et monumentorum historicorum, dogmaticorum, Volume 1.

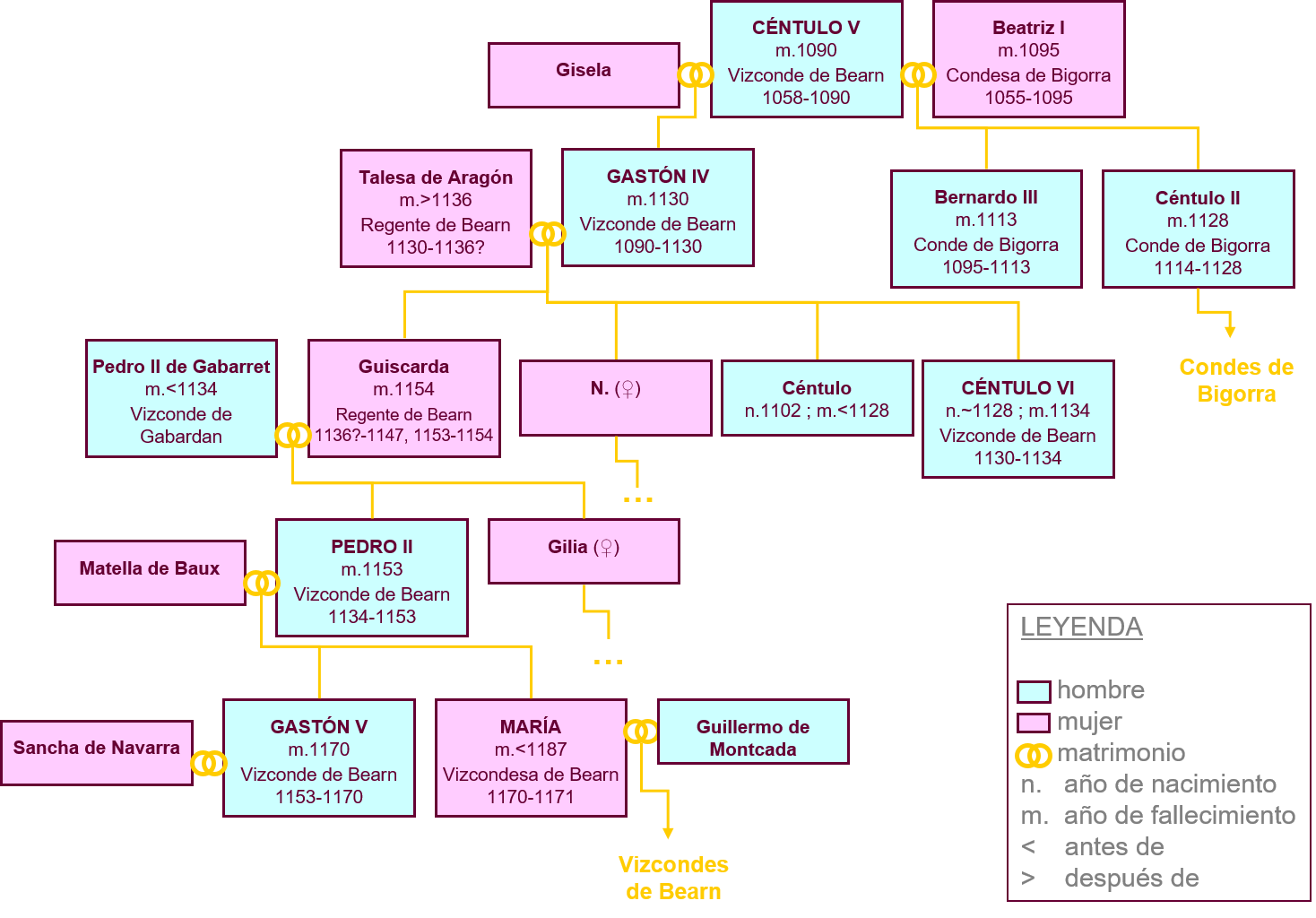
Discendenza di Centullo V di Béarn

Suo cognato, il Conte di Bigorre, Raimondo II, fratellastro della seconda moglie, Beatrice, morì nel 1080; e ancora secondo la La Vasconie. Tables Généalogiques; Beatrice gli succedette, come Beatrice I, assieme a Centulo (Centullo I).
Grazie alla sua politica di alleanze acquisì il controllo dei suoi vicini ad oriente, Montaner e Bigorre, ed a costituire una solida alleanza a sud con l'Aragona.
In compenso dovette lottare militarmente contro i suoi vicini ad ovest e nel 1082 combatté contro il visconte di Dax, invadendo la viscontea con un poderoso esercito, subendo però una umiliante sconfitta, come riportato nel En guerra con bajonavarros y suletinos.
Nel 1086, sottoscrisse una donazione fatta dal re d'Aragona, Sancho Ramírez.
Nel 1090 Centullo ripartì per l'Aragona alla testa delle truppe del Béarn per partecipare alla presa di Huesca, arruolato dal re Sancho Ramirez, mentre attraversava la valle di Tena, nell'Alto Gállego, pernottando presso Garcia Aznarez, fu da quest'ultimo assassinato a tradimento.

Il documento n° II del Honores y tenencias en Aragón, riporta la sentenza del re Sancho, che condanna Garcia Aznarez e i suoi accoliti (in contumacia, in quanto fuggiti in Al Andalus), per l'omicidio di Centullo.
Nella viscontea di Béarn, gli succedette il figlio di primo letto, Gastone, come Gastone IV.
Nella contea di Bigorre continuò a governare la moglie, Beatrice, che l'anno successivo, assieme al figlio, Bernardo, confermò le donazioni fatte all'Abbazia di San Vittore di Marsiglia, come conferma la Carta Beatrici comitissae del Veterum scriptorum et monumentorum historicorum, dogmaticorum, Volume 1 ed il documento n° 818 del Cartoulaire de l'abbaye de Saint-Victor de Marseille tome II.

## Matrimoni e discendenza
Centullo, come conferma la La Vasconie. Tables Généalogiques, sposò verso il 1060 la cugina Gisla o Gisela, probabilmente figlia di Bernardo II di Guascogna, conte d'Armagnac; siccome la Chiesa cattolica non ammetteva i matrimoni fra consanguinei, Centullo venne invitato a separarsi dalla moglie sia dal  vescovo di Oloron, Amat, che dal cardinale, Bernard de Millau, abate dell'Abbazia di San Vittore (Marsiglia), ed infine il papa Gregorio VII, nel 1074, gli scrisse una lettera per indurlo a seguire i dettami della chiesa; Centullo seguì le indicazioni del papa e in segno di penitenza Centullo fondò allora il monastero di Santa Fe de Morláas, dipendente dall'abbazia di Cluny come riportato nel Incorporación del vizcondado de Olorón.

Dal matrimonio con Gisela erano già nati due figli:
- Gastone, visconte di Béarn come Gastone IV di Béarn, che sposò Talese d'Aragona, principessa della famiglia reale di Aragona, che gli portò in dote la vicina viscontea di Montaner, che passò così sotto il dominio del Béarn[21].
- Osquinette[26].

Dopo essersi separato da Gisla, nel 1077, Centullo sposò Beatrice, che, secondo la Histoire générale de Languedoc, tomus II, Genealogie des comtes de Carcassonne, de Razes et de Foix era figlia del Conte di Bigorre, Bernardo II e della sua seconda moglie, Stefania o Dolce (?- dopo il 1096, anno in cui Stefania fece una donazione per l'anima del figlio Bertrando), che secondo lo storico Szabolcs de Vajay era viscontessa di Marsiglia, figlia del visconte di Marsiglia, Guglielmo II. 
Da Beatrice, Centulo ebbe due figli:
- Bernardo, conte di Bigorre[19]
- Centullo, conte di Bigorre[28].

### Fonti primarie
- (LA)  Cartulaire du prieuré de Saint Mont (ordre de Cluny)
- (LA)  Cartulaire de Sainte Foi de Morlaas
- (LA)  Recueil des historiens des Gaules et de la France. Tome 14.
- (LA)  Cartoulaire de l'abbaye de Saint-Victor de Marseille tome I
- (LA)  Cartoulaire de l'abbaye de Saint-Victor de Marseille tome II.
- (LA)  Veterum scriptorum et monumentorum historicorum, dogmaticorum, Volume 1.

### Letteratura storiografica
- (FR)  Histoire générale de Languedoc, tomus II.
- (FR)  LA VASCONIE.
- (FR)  Honores y tenencias en Aragón.
- (FR) Pierre Tucoo-Chala, Quand l'Islam était aux portes des Pyrénées, J&D Editions, Biarritz, 1994, ISBN 2-84127-022-X.